# Polimerización en suspensión

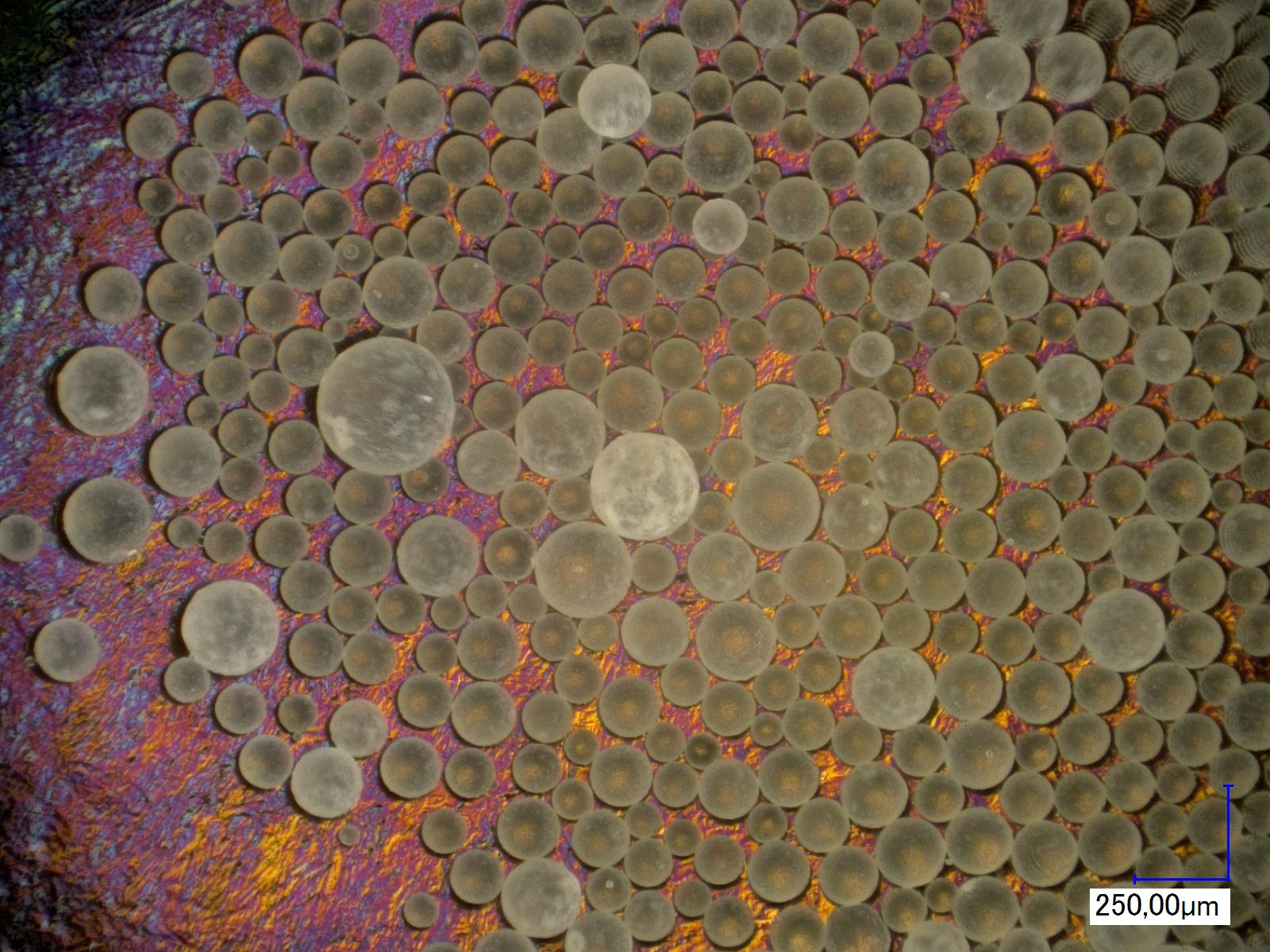
Light microscopic picture of a PMMA-copolymer, made by suspension polymerization

SEM-Picture of PMMA-particles, that started to coalesce during suspension polymerization, close to a single bead

SEM-picture of a Pac-Man shaped PMMA-copolymer particle, made by suspension polymerization

La polimerización en suspensión es un proceso heterogéneo de polimerización por radicales libres que utiliza agitación mecánica para mezclar un monómero, o una mezcla de monómeros, en una fase líquida, como el agua, mientras que los monómeros polimerizan, formando esferas de polímero.
Este proceso se utiliza en la producción de muchas resinas comerciales, incluido el cloruro de polivinilo (PVC), un plástico ampliamente utilizado, resinas de estireno que incluyen poliestireno, poliestireno expandido y poliestireno de alto impacto, así como poli (estireno-acrilonitrilo) y poli(metacrilato de metilo).